# 忠岡東
忠岡東（ただおかひがし）は、大阪府泉北郡忠岡町にある地名。2025年現在の行政地名は忠岡東一丁目から忠岡東三丁目。

## 地理
忠岡町の中央部に位置する。西は忠岡北・忠岡中・忠岡南、南東は馬瀬、北は泉大津市式内町、北東は同市虫取町、南は岸和田市吉井町に接する。南から順に一丁目から三丁目がある。

### 河川
- 大津川

## 歴史

### 沿革
- 1972年（昭和47年）、忠岡町忠岡の一部より忠岡東1 - 3丁目成立[5]。

## 世帯数と人口
2025年（令和7年）6月30日現在の世帯数と人口は以下の通りである。
| 丁目         | 世帯数    | 人口    |
| ------------ | --------- | ------- |
| 忠岡東一丁目 | 930世帯   | 1,628人 |
| 忠岡東二丁目 | 793世帯   | 1,602人 |
| 忠岡東三丁目 | 512世帯   | 1,177人 |
| 計           | 2,235世帯 | 4,407人 |

### 人口の変遷
国勢調査による人口の推移。
| 1995年（平成7年）  | 4,415人 | [ 6 ]  |  |
| 2000年（平成12年） | 4,379人 | [ 7 ]  |  |
| 2005年（平成17年） | 4,633人 | [ 8 ]  |  |
| 2010年（平成22年） | 4,846人 | [ 9 ]  |  |
| 2015年（平成27年） | 4,709人 | [ 10 ] |  |
| 2020年（令和2年）  | 4,613人 | [ 11 ] |  |

### 世帯数の変遷
国勢調査による世帯数の推移。
| 1995年（平成7年）  | 1,577世帯 | [ 6 ]  |  |
| 2000年（平成12年） | 1,665世帯 | [ 7 ]  |  |
| 2005年（平成17年） | 1,801世帯 | [ 8 ]  |  |
| 2010年（平成22年） | 1,916世帯 | [ 9 ]  |  |
| 2015年（平成27年） | 1,957世帯 | [ 10 ] |  |
| 2020年（令和2年）  | 2,012世帯 | [ 11 ] |  |

## 学区
市立小・中学校に通う場合、学区は以下の通りとなる。
| 丁目         | 番/番地等 | 小学校               | 中学校             |
| ------------ | --------- | -------------------- | ------------------ |
| 忠岡東一丁目 | 全域      | 忠岡町立東忠岡小学校 | 忠岡町立忠岡中学校 |
| 忠岡東二丁目 | 全域      | 忠岡町立東忠岡小学校 | 忠岡町立忠岡中学校 |
| 忠岡東三丁目 | 全域      | 忠岡町立東忠岡小学校 | 忠岡町立忠岡中学校 |

## 事業所
2021年（令和3年）現在の経済センサス調査による事業所数と従業員数は以下の通りである。
| 丁目         | 事業所数  | 従業員数 |
| ------------ | --------- | -------- |
| 忠岡東一丁目 | 89事業所  | 821人    |
| 忠岡東二丁目 | 27事業所  | 225人    |
| 忠岡東三丁目 | 9事業所   | 159人    |
| 計           | 125事業所 | 1,205人  |

## 交通

### 鉄道
- 南海本線 - 忠岡駅

### 道路
- 大阪府道229号田治米忠岡線

## 施設
- 忠岡町役場
- 忠岡町立忠岡中学校
- 大津川河川敷公園

## 郵便
- 郵便番号：595-0805[3]（集配局：泉大津郵便局[14]）。

## ギャラリー

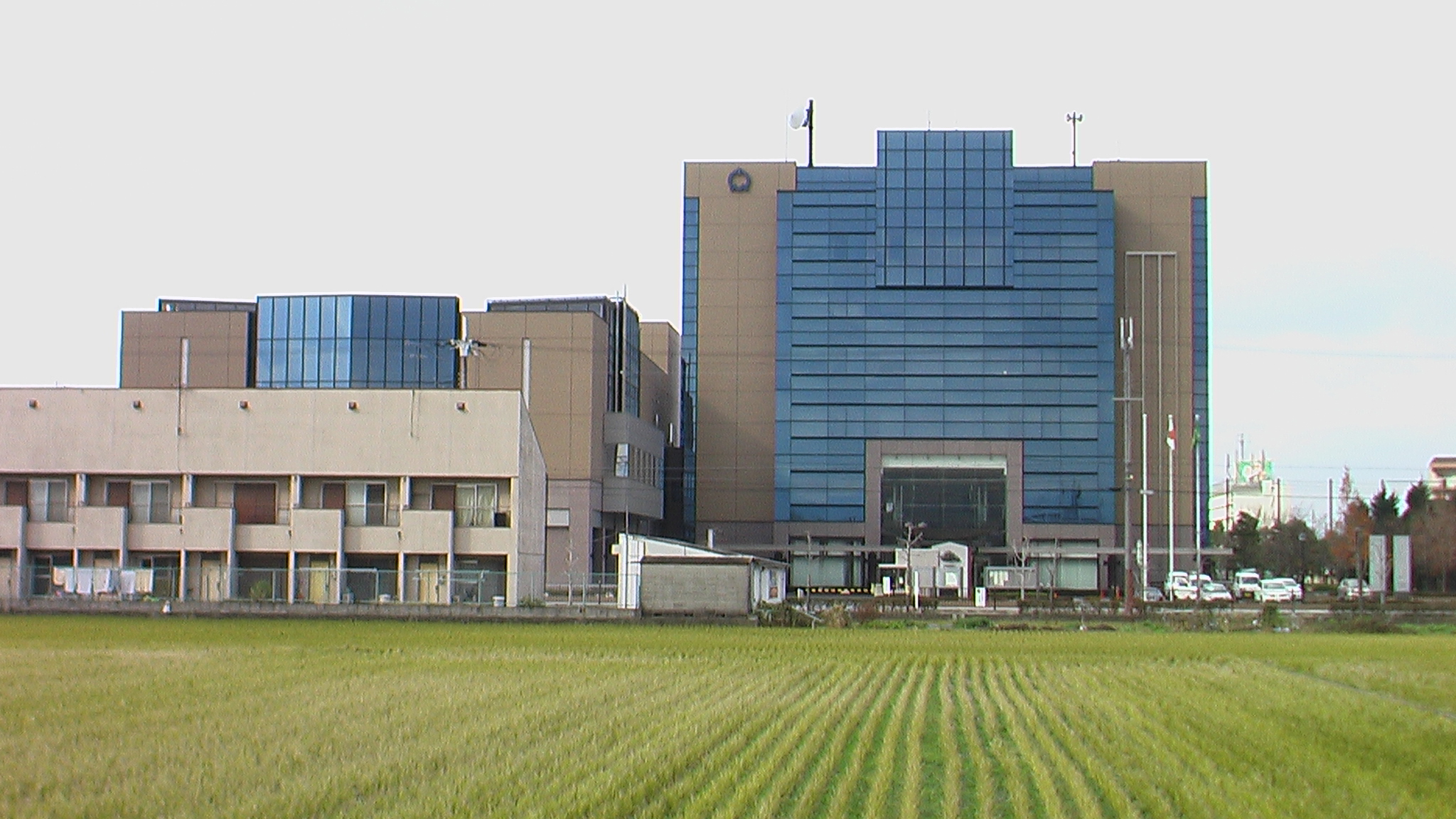
忠岡町役場
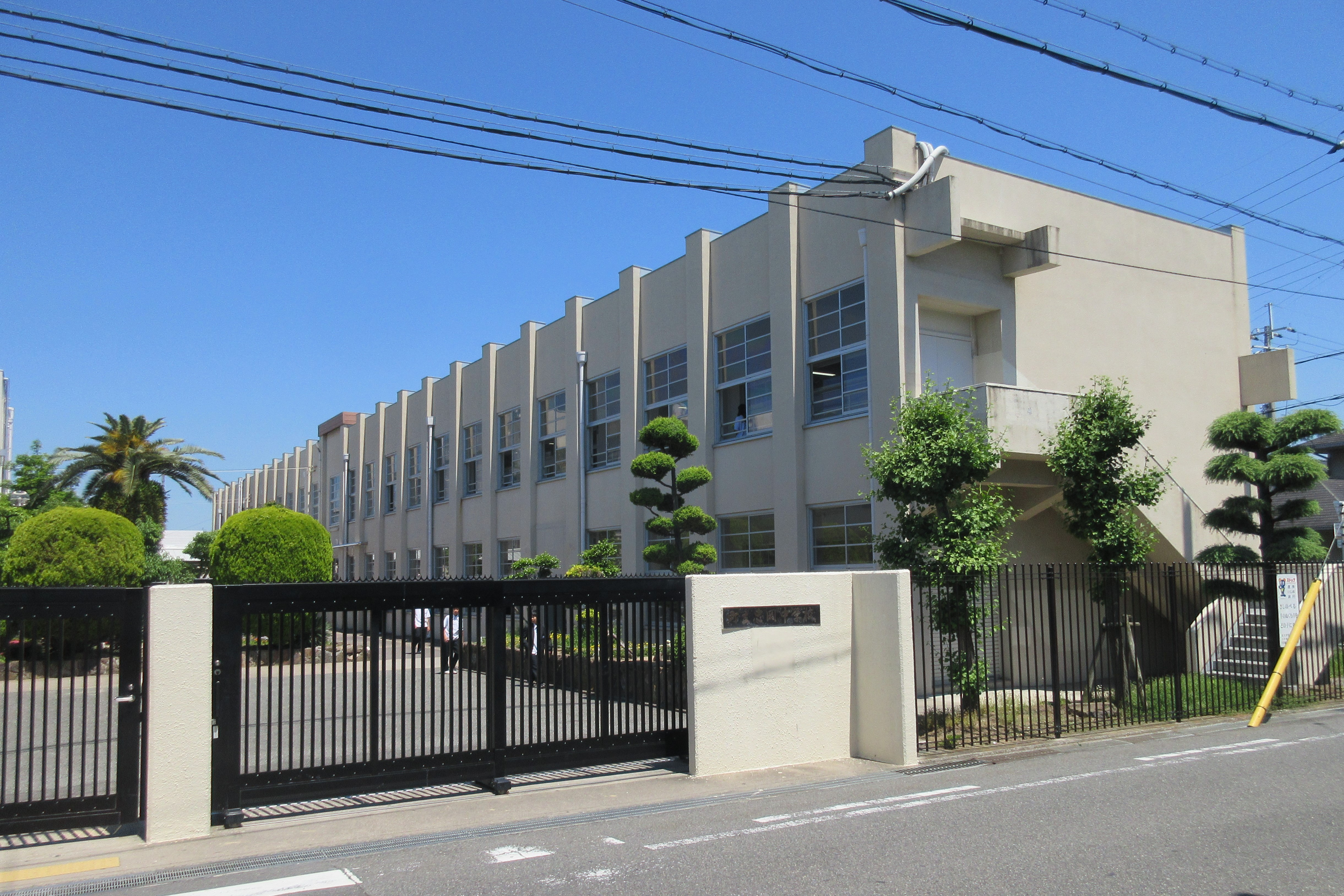
忠岡町立忠岡中学校
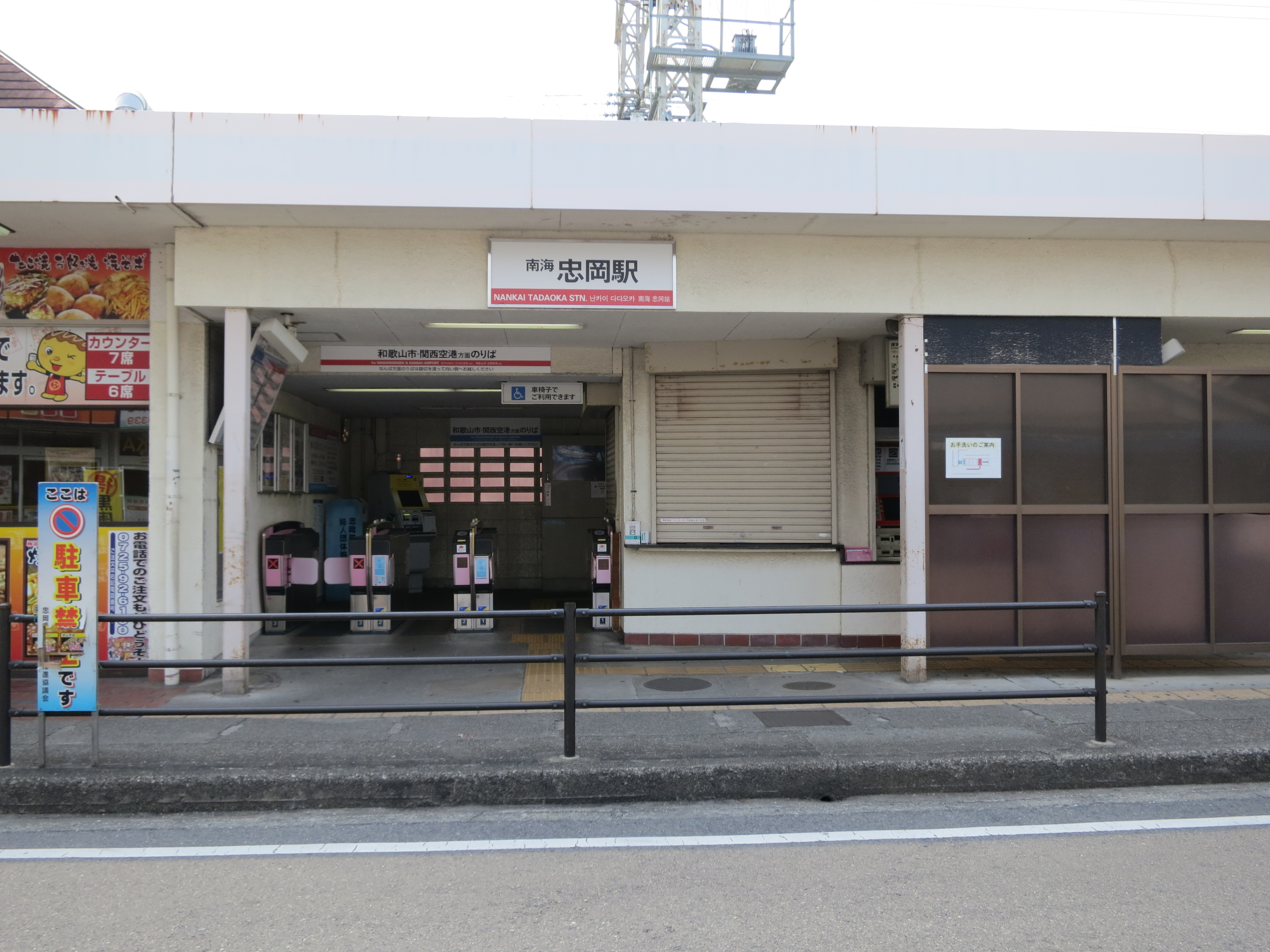
南海本線 忠岡駅